# 南京市妇幼保健院
南京市妇幼保健医院，是中华人民共和国江苏省的一所医院，为三级甲等医院，位于南京市秦淮区莫愁路天妃巷123号。

## 规模
南京市妇幼保健医院总床位340张，日门诊量784人次。